# Joseph P. LaSalle
Joseph Pierre LaSalle (* 28. Mai 1916 in State College, Pennsylvania; † 7. Juli 1983 in Little Compton, Rhode Island) war ein US-amerikanischer Mathematiker, der sich mit Differentialgleichungen, deren Stabilitätstheorie und optimaler Kontrolltheorie befasste.
Sein Vater war Professor am Pennsylvania State College und später an der Louisiana State University. LaSalle studierte dort zunächst Politikwissenschaft und bereitete sich auf ein Jurastudium vor. Eine Logikvorlesung, die sein Juraprofessor als Vorbereitung empfahl, weckte sein Interesse für Mathematik. Nach dem Bachelorabschluss 1937 studierte er Mathematik am Caltech, an dem er 1939 Henry Laws Fellow wurde und 1941 bei Aristotle Demetrius Michal promoviert wurde (Pseudo-Normed linear sets over valued rings). 1942 war er Instructor in Angewandter Mathematik an der University of Texas und 1943 Instructor in der Radar School des Massachusetts Institute of Technology. 1944 war er in Princeton Mitglied einer Mathematikgruppe, die das Waffenbeschaffungsamt United States Army Ordnance Corps beriet und 1944 bis 1946 arbeitete er mit Physikern der Cornell University am Bau eines Radarsystems (Magnetron) für die US Navy. 1946 wurde er Assistant Professor und 1956 Professor an der University of Notre Dame. Als Gastwissenschaftler in Princeton 1947/48 bei Solomon Lefschetz begann er sich mit Differentialgleichungen zu befassen und schloss Freundschaft mit Richard Bellman. 1958 schloss er sich der Forschungsgruppe über Differentialgleichungen von Lefschetz am Research Institute for Advanced Studies (RIAS) in Baltimore an, und es begann ihre Zusammenarbeit über die direkte Methode von Ljapunow in der Stabilitätstheorie von Differentialgleichungen. 1964 ging er mit Lefschetz an die Brown University an das neu gegründete Lefschetz Center for Dynamical Systems, dessen Direktor LaSalle von 1964 bis 1980 war.  1968 bis 1973 stand er dort der Fakultät für Angewandte Mathematik vor.
1962/63 war er Präsident der SIAM und 1964 bis 1967 in deren Board of Trustees.
1964 gründete er das Journal of Differential Equations und war bis 1980 dessen Herausgeber. Er war auch Herausgeber des Journal of Mathematical Analysis and Applications und der Reihe Applied Mathematical Science des Springer-Verlags. 1965 erhielt er mit Jack K. Hale den Chauvenet-Preis.

## Schriften
- mit Solomon Lefschetz: Stability by Liapunov’s direct method, with applications, Academic Press 1961
  - deutsche Ausgabe: Die Stabilitätstheorie von Ljapunoff – die direkte Methode und ihre Anwendungen, BI Hochschultaschenbuch 1967
- mit Henry Hermes: Functional Analysis and Optimal Control, Academic Press 1969
- Stability and Control of Discrete Processes, Springer Verlag 1986
- The stability of dynamical systems, SIAM 1976 (mit Anhang von Z. Artstein)